# Wojciech Ruszkowski
Wojciech Roman Ruszkowski (ur. 29 maja 1897 we Lwowie, zm. 29 grudnia 1976 w Krakowie) – polski aktor scen teatralnych i muzycznych oraz filmowy.

## Życiorys
Był synem Ryszarda Ruszkowskiego i Heleny Zboińskiej. Gimnazjum ukończył i maturę zdał w Wiedniu. W 1918 roku ochotniczo wstąpił do Wojska Polskiego. Od 9 listopada do 13 grudnia 1918 roku był uczniem klasy „J” Szkoły Podchorążych w Ostrowi Mazowieckiej. Szkołę ukończył z 4. lokatą. Brał udział w obronie Lwowa. W 1919 roku został ranny. Po wojnie został zweryfikowany w stopniu porucznika ze starszeństwem z 1 czerwca 1919 roku w korpusie oficerów rezerwy piechoty. Pełnił służbę w Oddziale IIIa Biura Ścisłej Rady Wojennej w Warszawie, pozostając oficerem nadetatowym 8 Pułku Piechoty Legionów. Z dniem 31 stycznia 1925 roku został przeniesiony do rezerwy. W 1934 roku pozostawał w ewidencji Powiatowej Komendy Uzupełnień Warszawa Miasto III. Posiadał przydział do Oficerskiej Kadry Okręgowej Nr I. Był wówczas „przewidziany do użycia w czasie wojny”.
Ukończył Oddział Dramatyczny przy Konserwatorium Muzycznym w Warszawie w 1924 roku. Równocześnie uczył się śpiewu. Zaczął występować w 1924 używając nazwiska matki – Zboiński. W 1926 roku ożenił się z Jadwigą Mikulecką. W latach 20. występował w Warszawie, Sosnowcu, Katowicach, Lwowie i Krakowie. Gościnnie w Wiedniu i Salzburgu. Po powrocie w 1931 do Warszawy grał z powodzeniem do wybuchu II wojny światowej.
Po wybuchu wojny pracował jako urzędnik w banku w Krakowie. Od 1941 roku grywał w teatrach jawnych w Warszawie. Po upadku powstania warszawskiego wyjechał do Krakowa gdzie znów wystąpił w jawnym Krakowskim Teatrze Powszechnym. Po wojnie Komisja Weryfikacyjna ZASP zabroniła mu występowania w Warszawie. Występował w lokalach nocnych Krakowa i Wrocławia. Od 1949 roku był członkiem zespołu Teatrów Dramatycznych w Krakowie, a od 1954 roku był członkiem zespołu Starego Teatru. Na emeryturę przeszedł w 1974 roku, ale grał do końca życia.
„Cechował go niezwykle rzetelny stosunek do zawodu i dyscyplina w pracy. Należał do ulubionych aktorów Konrada Swinarskiego, w jego przedstawieniach rozwijał dramatyczną stronę swojemu talentu. Symbolicznym zwieńczeniem jego kariery stała się rola Ojca i Starego Aktora w Wyzwoleniu w 1974, będąca równocześnie rozrachunkiem z teatrem”.
Pochowany na cmentarzu Rakowickim w Krakowie (kwatera XVII-zach-24 (od prawej)).

## Odznaczenia
- Medal 10-lecia Polski Ludowej (28 stycznia 1955).

## Filmografia
- 1966: Ściana czarownic jako profesor Karol Janicki
- 1959: Lotna jako organista
- 1959: Wspólny pokój  jako pan Bove
- 1939/1940: Sportowiec mimo woli jako detektyw hotelowy Dżems
- 1939: Biały Murzyn jako lekarz, gość na przyjęciu u Sewickich
- 1937: Dyplomatyczna żona jako Jan Wolski; wystąpił w polskiej wersji filmu
- 1935: Manewry miłosne czyli córka pułku
- 1935: Dwie Joasie jako Michał Grubski, przyjaciel Rostalskiego
- 1934: Śluby ułańskie jako rotmistrz Jakubek
- 1934: Kocha, lubi, szanuje jako hrabia
- 1934: Co mój mąż robi w nocy… jako Walery, narzeczony Kazi
- 1933: Prokurator Alicja Horn jako Mulski, urzędnik Sądu Okręgowego

## Przedstawienia teatralne i rewiowe
- 1924 – Medi
- 1925 – Orłowa
- 1926 – 80 nocy dookoła półświatka
- 1931 – Tęcza nad Warszawą, teatr „Morskie Oko”
- 1932 – Wiktoria, teatr „Nowości”
- 1932 – Peppina, „8.30”
- 1933 – Bal w Savoyu, „Wielka Operetka”
- 1933 – No, no, Nanette, „8.30”
- 1934 – Pod białym koniem, „8.30”
- 1934 – Szczęście na poddaszu, „Teatr Mały”
- 1934 – Widowisko nr 1
- 1935 – Przygoda w Grand Hotelu, „Wielka Rewia”
- 1936 – Gejsza, „Wielka Operetka Korolewicz-Waydowej”
- 1936 – Zakochana królowa, „Teatr na Karowej”
- 1936 – Całus i nic więcej, „Teatr Bagatela”
- 1937 – Tancerka z Andaluzji, „Teatr na Karowej”
- 1937 – Podwójne życie panny Leny, „Wielka Rewia”
- 1937 – Czar walca, „Wielka Rewia”
- 1937 – Miłość przy świecach, „Teatr Letni w Warszawie”
- 1938 – Dudek, „Wielka Rewia”
- 1939 – Szukamy gwiazd, „Wielka Rewia”
- 1939 – Sezonie, otwórz się, „Ali Baba”